# Player versus player
Player Versus Player o, abbreviato, PvP (letteralmente: giocatore contro giocatore) è un termine usato nei videogiochi multigiocatore o MMORPG che indica gli scontri tra due o più personaggi controllati da due o più persone. Il termine si contrappone a PvE (Player versus environment) o PvM (player versus monster), termini che indicano gli scontri fra personaggi controllati da umani e quelli controllati da una intelligenza artificiale.

## Modalità

### Player Killing
Il player vs player può essere non consensuale e concludersi con la morte di uno dei due contendenti. Si parla in questo caso di player killing.
Nei giochi mmorpg  in cui è possibile, esistono una serie di regole che ne definiscono l'ambito. Ci possono essere quindi luoghi o situazioni in cui il player killing è consentito o meccaniche di gioco per attivarlo, ad esempio l'impostazione di un flag.
In alcuni luoghi il player killing è del tutto impossibilitato, in altri è fortemente limitato dalla presenza di PNG o meccaniche di gioco anti player killing. Ad esempio la presenza di guardie cittadine.

### Ganking
Una particolare modalità di PvP è il ganking, un atteggiamento considerato antisportivo in cui l'attacco all'altro giocatore viene portato da una situazione di vantaggio fortemente sbilanciata. Esempi possono essere la eccessiva differenza di livello, attaccare in gruppo, colpire un avversario mentre è occupato ad uccidere un mostro o approfittare di una situazione in cui l'avversario ha un livello di salute molto scarso. In quei giochi in cui la resurrezione del personaggio è condizionata al ritorno sul luogo dove è avvenuta la morte (ad es. World of Warcraft) è possibile il cosiddetto camping. Uccidere l'avversario, attenderlo sul luogo di resurrezione, magari con salute o abilità diminuite e ucciderlo di nuovo.
In alcuni giochi l'uccisione di altri giocatori di livello significativamente inferiore è considerata "disonorevole" e non apporta punteggio.

### Duello
Nel caso in cui lo scontro sia consensuale, si parla di duello. In questo caso, di solito, lo scontro non si conclude con la morte di uno dei due personaggi, ma solo con la sua sconfitta.